# ヨナタン (サムエル記)
ヨナタンは、旧約聖書『サムエル記』に登場するユダヤ人。父親がイスラエル初代王サウルでイスラエル2代目の王ダビデの親友として知られる。ヨナタンのダビデへの愛は、女への愛にも優って素晴らしかったとヨナタンが戦死した際、ダビデは歌っている。

## 人物・経歴
『サムエル記』の伝えるヨナタンの話で代表的なものは、ヨナタンの父サウル王がダビデを殺そうと企んでいる時に、何度もダビデを助けようと試みる。
ペリシテ人との戦いによって、父である王サウルと同じ日にヨナタンも戦死する。